# Texas A&M University–Corpus Christi

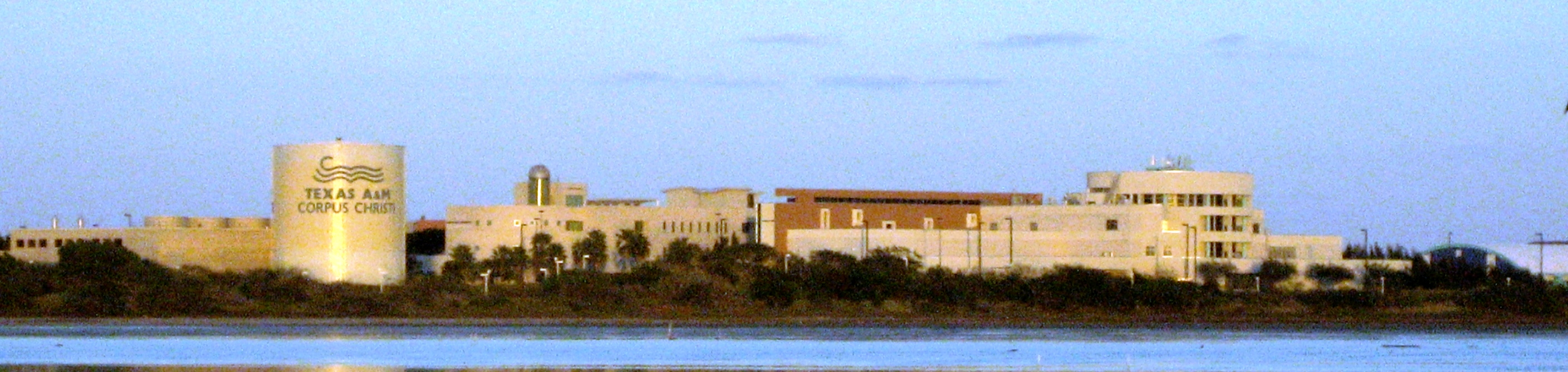
Campus

Die Texas A&M University-Corpus Christi (auch Texas A&M–CC oder TAMU-CC genannt) ist eine staatliche Universität in Corpus Christi im US-Bundesstaat Texas. Sie ist Teil des Texas A&M University System. Die Hochschule wurde 1947 gegründet. Derzeit sind hier 8.355 Studenten eingeschrieben. Der Campus liegt auf einer Insel, welche der Hochschule gehört. Neben der TAMU-CC gibt es nur noch eine weitere Hochschule in den USA (die Texas A&M - Galveston), welche eine Insel besitzt.

## Fakultäten
- Geisteswissenschaften
- Naturwissenschaften und Technologie
- Pädagogik
- Pflege und Gesundheitswissenschaften
- Wirtschaftswissenschaften

## Forschung
Im Harte Research Institute for Gulf of Mexico studies werden in Zusammenarbeit mit der Universität Havanna die Umweltbedingungen des Golfes von Mexiko untersucht.
Das Conrad Blucher Institute for Surveying and Science ist ein geodätisches Institut, welches unter anderem ein Monitorsystem für die Gezeiten entwickelt hat.

## Sport
Die Sportteams der TAMU-CC sind die Islanders. Die Hochschule ist Mitglied in der Southland Conference.